# Diguillín
Diguillín is een provincie van Chili in de regio Ñuble. De provincie telde 319.809 inwoners in 2017 en heeft een oppervlakte van 5230 km². Hoofdstad is Bulnes.

## Gemeenten
Diguillín is verdeeld in negen gemeenten:
- Bulnes
- Chillán Viejo
- Chillán
- El Carmen
- Pemuco
- Pinto
- Quillón
- San Ignacio
- Yungay